# Tyler Mahle
Tyler Fermin Mahle (Newport Beach, California, 29 de septiembre de 1994), más conocido como Tyler Mahle, es un jugador profesional estadounidense de béisbol que se desempeña en la posición de lanzador en Texas Rangers, equipo de las Grandes Ligas de Béisbol (MLB).

## Carrera
Mahle hizo su debut en la MLB con el equipo Cincinnati Reds, en el cual jugó seis temporadas (2017-2022), después pasó a Minnesota Twins (2022-2023), posteriormente a Texas Rangers, donde lleva jugando una temporada.